# فرانسين ألارد
فرانسين ألارد (بالإنجليزية: Francine Allard) (ولدت في 16 أكتوبر 1949) أستاذة وروائية وشاعر وفنانة تشكيلية من كيبك الكندية. ولدت في بلدة فردان التابعة لمقاطعة كيبك الكندية، تلقت تعليمها في جامعة كيبيك في مونتريال ومعهد بداوكويه مارغريت بورجيوس في يستماون، كما درست في المعهد الموسيقي دي ميوزيك إتدارن كوت الفن المسرحي في كيبك. عملت ألارد كأمين صندوق اتحاد دس إكريفالين إت دس إكريفايتس كيبك، ورئيسةً لرابطة دس إكريفالين بو لا جونيس. وساعدت في إقامة سباق جائزة سيسيل غانيون لتشجيع تطور الأدب للشباب. وقد ساهمت في العديد من المجلات الأدبية مثل سي في 2، موبيوس.

## أعمالها
- Ma Belle Pitoune en or
- Le Mal mystérieux de la salamandre à quatre orteils
- Babyboom blues
- Deux Petits Ours au milieu de la tornade
- Les Mains si blanches de Pye Chang
- Le Cri du silence
- Ambroise, bric-à-brac
- Au bout du quai
- La couturière: Les aiguilles du temps, La vengeance de la veuve noire, La persistance du romarin
- L'âme inconsciente du pétoncle